# 抽樣

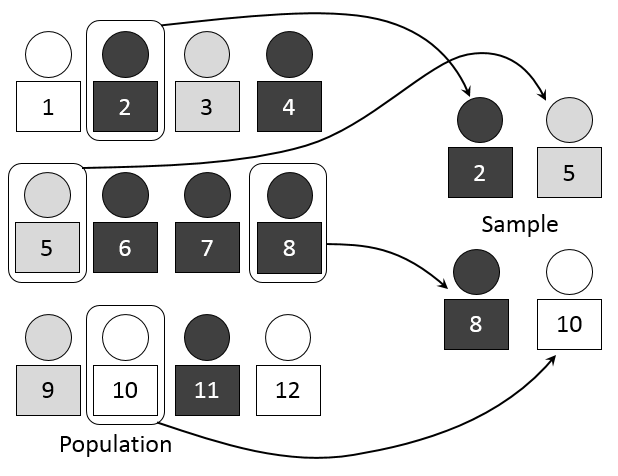
抽樣過程的示意圖。

在统计学中，抽样（Sampling）是一种推論統計方法，它是指从目标总体（Population，或称为母群）中抽取一部分个体作为样本（Sample），通过观察样本的某一或某些属性，依据所获得的数据对总体的数量特征得出具有一定可靠性的估计判断，从而达到对总体的认识。

## 基本过程
抽样过程主要包括以下几个阶段：
1. 定义总体（母体）
2. 确定抽样框
3. 确定抽样方法
4. 决定样本量
5. 实施抽样计划
6. 抽样与数据收集
7. 回顾抽样过程

## 总体
目标是所要研究的对象的全体。例如，制造商检查某个批次的产品质量是否合格，目标总体就是这一批次的产品。抽样总体是用于从中抽取样本的总体。按理，抽样总体应该与目标总体一致，但实践中时常发生不一致的情况。例如，科学家通过小白鼠试验来检测药物用于人类总体的效果。

## 抽样框
在抽样之前，总体应划分成抽样单位，抽样单位互不重叠且能合成总体，总体中的每个个体只属于一个单位。抽样框是一份包含所有抽样单元的名单。

## 抽样方法

### 简单随机抽样

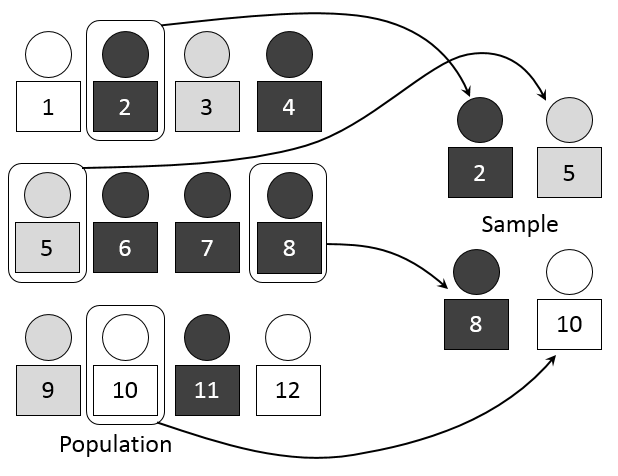
選擇簡單隨機樣本的示意圖

简单随机抽样（simple random sampling），也叫纯随机抽样。从总体N个单位中随机地抽取n个单位作为样本，使得每一个容量为样本都有相同的概率被抽中。特点是：每个样本单位被抽中的概率相等，样本的每个单位完全独立，彼此间无一定的关联性和排斥性。简单随机抽样是其它各种抽样形式的基础。通常只是在总体单位之间差异程度较小和数目较少时，才采用这种方法。

### 系统抽样

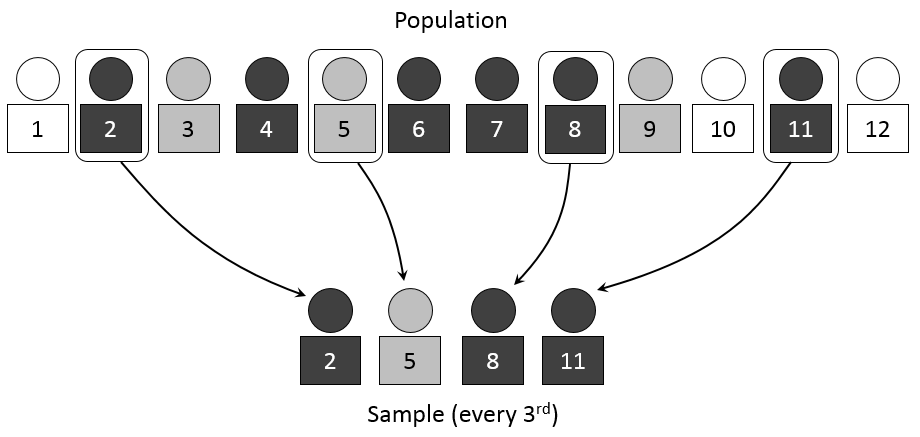
使用系統抽樣技術選擇隨機樣本的示意圖

系统抽样（systematic sampling），也称等距抽样。将总体中的所有单位按一定顺序排列，在规定的范围内随机地抽取一个单位作为初始单位，然后按事先规定好的规则确定其他样本单位。先从数字1到k之间随机抽取一个数字r作为初始单位，以后依次取r+k、r+2k……等单位。这种方法操作简便，可提高估计的精度。

### 分层抽样

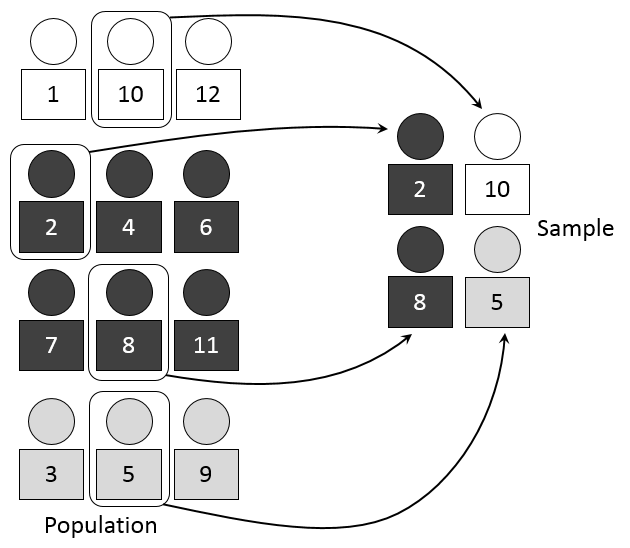
使用分層抽樣技術選擇隨機樣本的示意圖

分层抽样（stratified sampling）。将抽样单位按某种特征或某种规则划分为不同的层，然后从不同的层中独立、随机地抽取样本。从而保证样本的结构与总体的结构比较相近，从而提高估计的精度。

### 整群抽样
整群抽样（cluster sampling）。又稱群集抽樣，将总体中若干个单位合并为组，抽样时直接抽取群，然后对中选群中的所有单位全部实施调查。抽样时只需群的抽样框，可简化工作量，缺点是估计的精度较差。

## 抽樣標準

### 國際標準化組織(ISO)
- ISO 2859 series
- ISO 3951 series

### 美國材料和試驗協會(ASTM)
- ASTM E105 Standard Practice for Probability Sampling Of Materials
- ASTM E122 Standard Practice for Calculating Sample Size to Estimate, With a Specified Tolerable Error, the Average for Characteristic of a Lot or Process
- ASTM E141 Standard Practice for Acceptance of Evidence Based on the Results of Probability Sampling
- ASTM E1402 Standard Terminology Relating to Sampling
- ASTM E1994 Standard Practice for Use of Process Oriented AOQL and LTPD Sampling Plans
- ASTM E2234 Standard Practice for Sampling a Stream of Product by Attributes Indexed by AQL（英语：Acceptable quality limit）

### 美國國家標準協會(ANSI)
- ANSI/ASQ Z1.4

### 美國軍用標準
- MIL-STD-105
- MIL-STD-1916（英语：MIL-STD-1916）

## 相关书籍
1. 胡健颖，孙山泽. 抽样调查的理论、方法和应用. 北京大学出版社:北京, 2000.6. ISBN 7-301-04547-6.
2. 金勇进，蒋妍，李序颖. 抽样技术. 中国人民大学出版社:北京, 2002.6. ISBN 7-300-04079-9